# Six (album de Soft Machine)
Six este un album instrumental din 1973, original lansat ca un dublu LP de către trupa Britanică de rock psihedelic, progresiv și jazz/fusion Soft Machine, una dintre principalele formații ale scenei muzicale din Canterbury.

## Tracklist

### Disc 1 (live)
1. "Fanfare" (Karl Jenkins) (0:42)
2. "All White" (Mike Ratledge) (4:46)
3. "Between" (Jenkins/Ratledge) (2:24)
4. "Riff" (Jenkins) (4:36)
5. "37 ½" (Ratledge) (6:51)
6. "Gesolreut" (Ratledge) (6:17)
7. "E. P. V." (Jenkins) (2:47)
8. "Lefty" (Soft Machine) (4:56)
9. "Stumble" (Jenkins) (1:42)
10. "5 from 13 (for Phil Seamen with Love & Thanks)" (John Marshall) (5:15)
11. "Riff II" (Jenkins) (1:20)

### Disc 2 (studio)
1. "The Soft Weed Factor" (Jenkins) (11:18)
2. "Stanley Stamp's Gibbon Album (for B. O.)" (Ratledge) (5:58)
3. "Chloe and The Pirates" (Ratledge) (9:30)
4. "1983" (Hugh Hopper) (7:54)

## Componență
- Hugh Hopper - chitară bas, efecte sonore pe "1983"
- Karl Jenkins - oboi, saxofon bariton și soprano, pian electric
- John Marshall - tobe, percuție
- Mike Ratledge - orgă, pian electric